# San Juan de Capistrano
San Juan de Capistrano is een gemeente in de Venezolaanse staat Anzoátegui. De gemeente telt 9700 inwoners. De hoofdplaats is Boca de Uchire.